# Colangitis esclerosant primària
La colangitis esclerosant primària (CEP) és una malaltia progressiva a llarg termini del fetge i la vesícula biliar. Aquest tipus de colangiopatia té una prevalença que arriba, en alguns països, als 16,2 casos/100.000 individus i es caracteritza per la inflamació i la cicatrització dels conductes biliars, que normalment permeten que la bilis dreni de la vesícula biliar. Les persones afectades poden no tenir símptomes o poden experimentar signes i símptomes de malaltia hepàtica, com ara coloració groga de la pell i els ulls, picor colestàsic i dolor abdominal.
La cicatrització del conducte biliar que es produeix en la CEP estreny els conductes de l'arbre biliar i impedeix el flux de bilis als intestins. Finalment, pot provocar cirrosi hepàtica i insuficiència hepàtica. La CEP augmenta el risc de diversos càncers, com ara càncer de fetge, carcinoma de vesícula biliar, càncer colorectal i colangiocarcinoma. Es desconeix la causa subjacent de la CEP. La susceptibilitat genètica, la disfunció del sistema immunitari i la composició anormal de la flora intestinal poden tenir un paper important. Això se suggereix a més per l'observació que al voltant del 75 per cent de les persones amb CEP també tenen una malaltia inflamatòria intestinal (MII), la majoria de les vegades colitis ulcerosa. En la síndrome de superposició hepatitis autoimmunitària-colangitis esclerosant primària, el pacient presenta característiques clíniques, serològiques i histològiques d'ambdues malalties. Sol estar associada amb algun tipus de MII i a diverses anomalies dels conductes biliars. Per regla general, la seva diagnosi acostuma a ser difícil. Els casos de síndrome de superposició colangitis esclerosant primària-colangitis biliar primària són extremadament rars.
La criptosporidiosi pot ser causa de colangitis esclerosant en persones immunodeprimides, com ara les que reben un trasplantament hepàtic.
No es coneix cap tractament mèdic efectiu per a la colangitis esclerosant primària. Ara per ara, el seu tractament més adient és un trasplantament de fetge, tot i que la malaltia pot repetir-se després del trasplantament.
La CEP és una malaltia poc freqüent i té una prevalença significativa en persones amb MII. Al voltant del 3,0 al 7,5 per cent dels pacients amb colitis ulcerosa tenen CEP i el 80 per cent dels que pateixen CEP tenen algun tipus de MII. El diagnòstic es produeix normalment en persones d'entre 30 i 40 anys. Els homes es veuen afectats més sovint que les dones. Els individus d'ascendència del nord d'Europa es veuen afectats amb més freqüència que les persones d'ascendència del sud d'Europa o asiàtica. La malaltia es va descriure inicialment a mitjans del segle xix, però no es va caracteritzar completament fins als anys setanta amb l'arribada de tècniques d'imatge mèdica millorades com la colangiopancreatografia retrògrada endoscòpica.